# Evangelický kostel (Třebíč)
Třebíčský evangelický kostel na Bráfově třídě je chrámem Páně sboru Českobratrské církve evangelické v Třebíči.

## Zhistorie
V roce 1897 byl založen spolek Jednoty bratrské v Třebíči a v roce 1902 město Třebíč prodalo pozemky na stavbu bratrské modlitebny. Původně měl být postaven sborový dům dle návrhu architekta Jurkoviče, ale posléze bylo rozhodnuto, že bude postaven kostel. Bylo prodlouženo povolení ke stavbě z roku 1903 a byl vybrán plán stavby dle architekta Zlatohlávka z Vídně, stavitelem byla třebíčská firma Kosík. Stavba započala v září 1909, kostel pak byl dostavěn v roce 1910, kolaudován byl 12. srpna. Vnitřní zařízení kostela provedla firma K. Hrušky z Brna, současně byla i instalována elektřina.
Dne 15. srpna 1910 byl kostel slavnostně otevřen a posvěcen, slavnosti se zúčastnil superintendant Ferdinand Císař a slavnostní kázání vedl Josef Dobeš z Nového Města. Během první světové války došlo k zabavení píšťal z varhan a mosazný moždíř, zbylé věci z drahých kovů byly zakopány na zahradě fary. V listopadu 1919 pak byla odeslána žádost o založení samostatného sboru a na konci března 1920 bylo založení sboru schváleno. Dne 13. října 1929 byla odhalena pamětní deska na zdi kostela k 300 letům odchodu třebíčských evangelíků do exilu. Ta byla v létě roku 1942 zakryta a budova byla označena českým i německým nápisem.

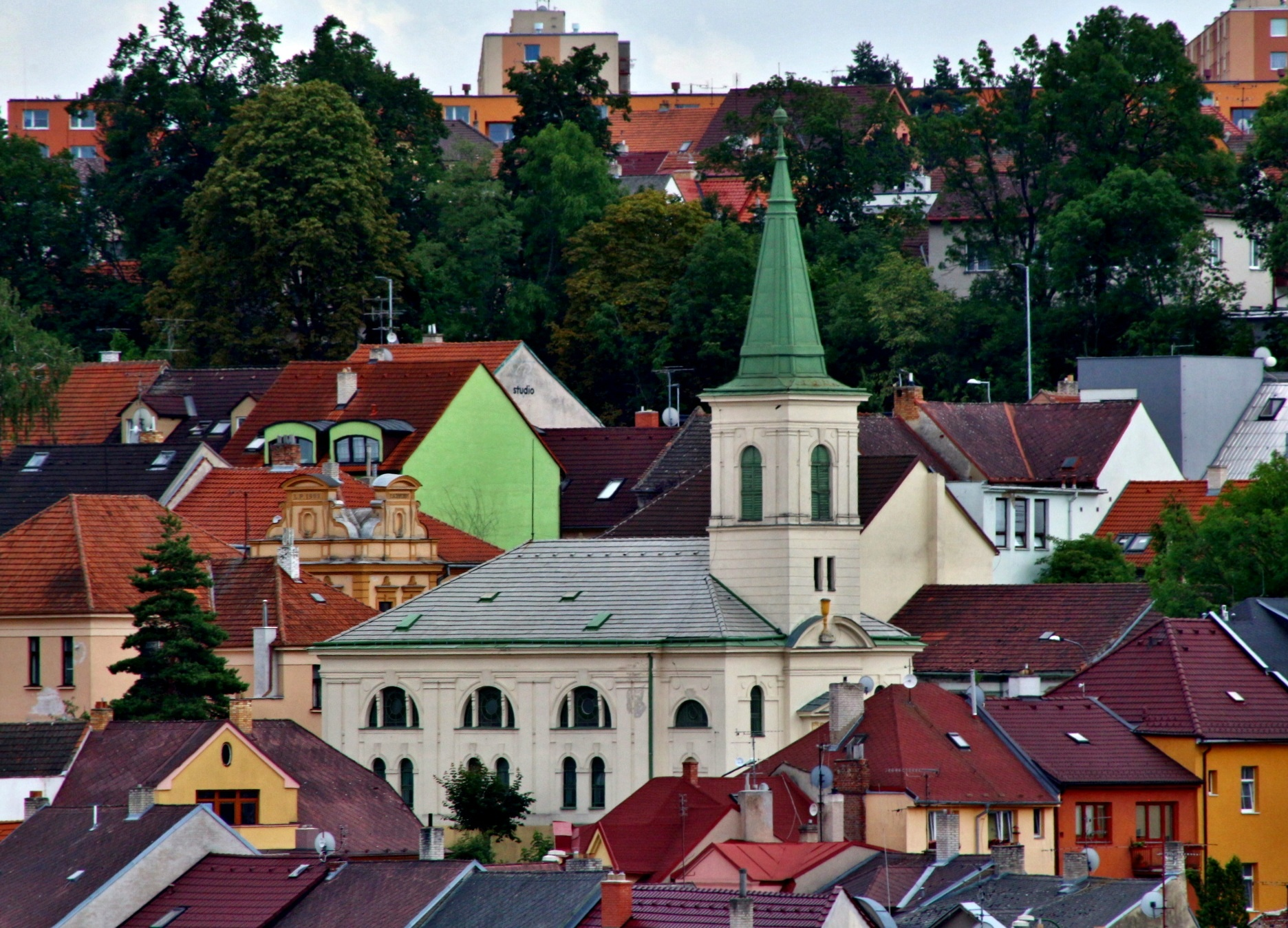
Evangelický kostel je patrný zdaleka

Odhalena byla na začátku roku 1946. V létě 1947 byla provedena oprava fasády kostela, na jaře 1948 pak byly v kostele opraveny varhany, naladěny a doplněny novými píšťalami. Stejně tak byla upravena elektrická síť a převedena na 220 voltů, stejně tak byla v létě 1949 opravena fasáda sborového domu. V srpnu 1950 byl kostel znovu rekonstruován, byl vymalován interiér kostela. V květnu 1954 pak byly rekonstruovány varhany a v létě téhož roku byl rekonstruován balkon na sborovém domě skrz který zatékalo do budovy. V srpnu 1956 byla započata rekonstrukce fasády kostela, ta pokračovala až do listopadu téhož roku a již příští rok došlo k poničení fasády kostela. V roce 1960 však došlo také k oslavám sedmdesáti let od prvních sloužených bohoslužeb v třebíčském sboru, padesáti let od dostavby kostela a také čtyřiceti let od založení samostatného sboru v Třebíči.
V roce 1970 došlo k částečné rekonstrukci budovy kostela, kdy došlo k výmalbě dle návrhu faráře Jiřího Zejfarta a také k opravám elektrické instalace. V roce 1976 se zavedlo svépomocí vytápění kostelních lavic v Tardyho síni.
V létě 1977 pak došlo ke svépomocné opravě fasády kostela a plechové střechy. V roce 1983 došlo ke komplexní opravě sborových varhan z roku 1849. Také byla opravena terasa a střecha sborového domu, opět svépomocí – stejně jako oprava varhan. V létě 1988 roku byl do sborového domu zaveden plyn a byty a ostatní místnosti ve sborovém domě začaly být vytápěny plynem.

## Pohled dovnitř kostela
Ze západního průčelí kostela se tyčí věž, ovšem bez zvonů. Pod ní je hlavní vchod. Sám kostel má jedinou loď se třemi řadami lavic obrácenými ke stolu Páně a kazatelně. Výzdoba a zařízení jsou evangelicky prosté. V roce 1915 byla napravo od vchodu do kostela umístěna pamětní deska ku příležitosti pětistého výročí upálení Mistra Jana Husa. Budovu fary pak hned příští rok po jejím dokončení osadili pamětní deskou připomínající třísté výročí hromadného odchodu Českých bratří z Třebíčska do vyhnanství.

## Sousední budova fary
Do kostela se vchází z ulice Kateřiny z Valdštejna, na faru přímo z Bráfovy třídy. Vjezd do garáže je z ulice Kostnické. Na jaře 1928 sbor získal povolení pro stavbu tohoto domu a v březnu 1928 začaly přípravné práce pro stavbu, v létě téhož roku byla hotova hrubá stavba a 29. prosince 1928 byla stavba zkolaudována. Součástí sborového domu byl kostelnický byt, farářský byt, místnost pro biblické vzdělávání a vzdělávání mládeže a také tzv. Tardyho síň pro větší shromáždění.
V roce 1965 došlo k rekonstrukci sborového domu, tj. fary – bylo zavedeno ústřední vytápění, byla vybudována kotelna, komín a sklad na uhlí. Současně také byl rozšířen byt kostelníka a bylo upraveno sociální zařízení sborového domu. V roce 1973 také došlo k rekonstrukci sborového domu a o rok později došlo k opravám fasády fary a to svépomocí členů sboru, kteří si zapůjčili seniorátní lešení z vedlejšího seniorátu. Dne 22. ledna 1976 vybuchla propanbutanová bomba na faře a následně vypukl požár, ten poničil téměř celý byt faráře. Farář Trusina utrpěl popáleniny, se kterými byl na tři týdny hospitalizován v nemocnici. Byt se stal neobyvatelným a tak se rodina faráře Trusiny přestěhovala do bytu rodiny Slámovy. 

## Galerie

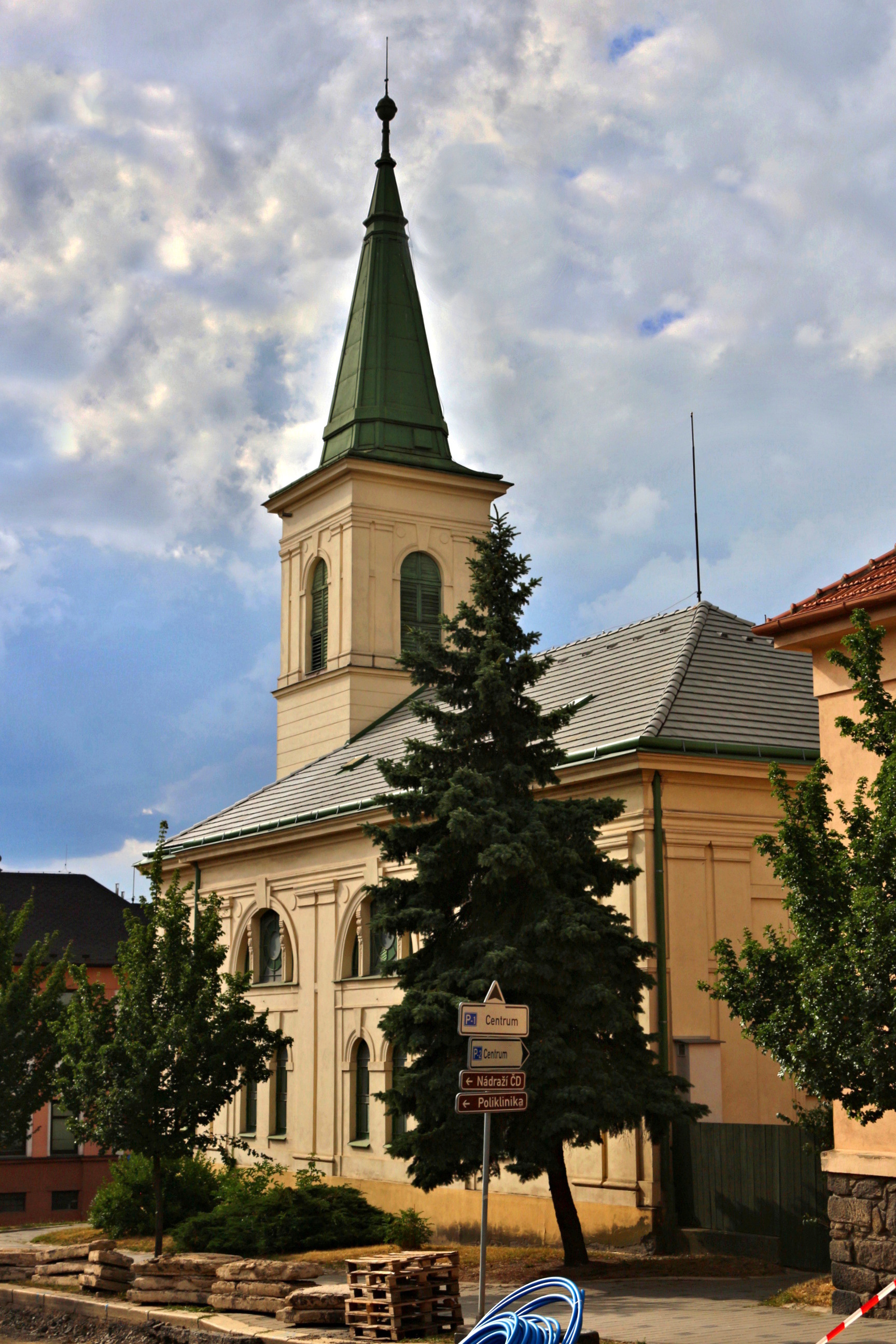
Kostel
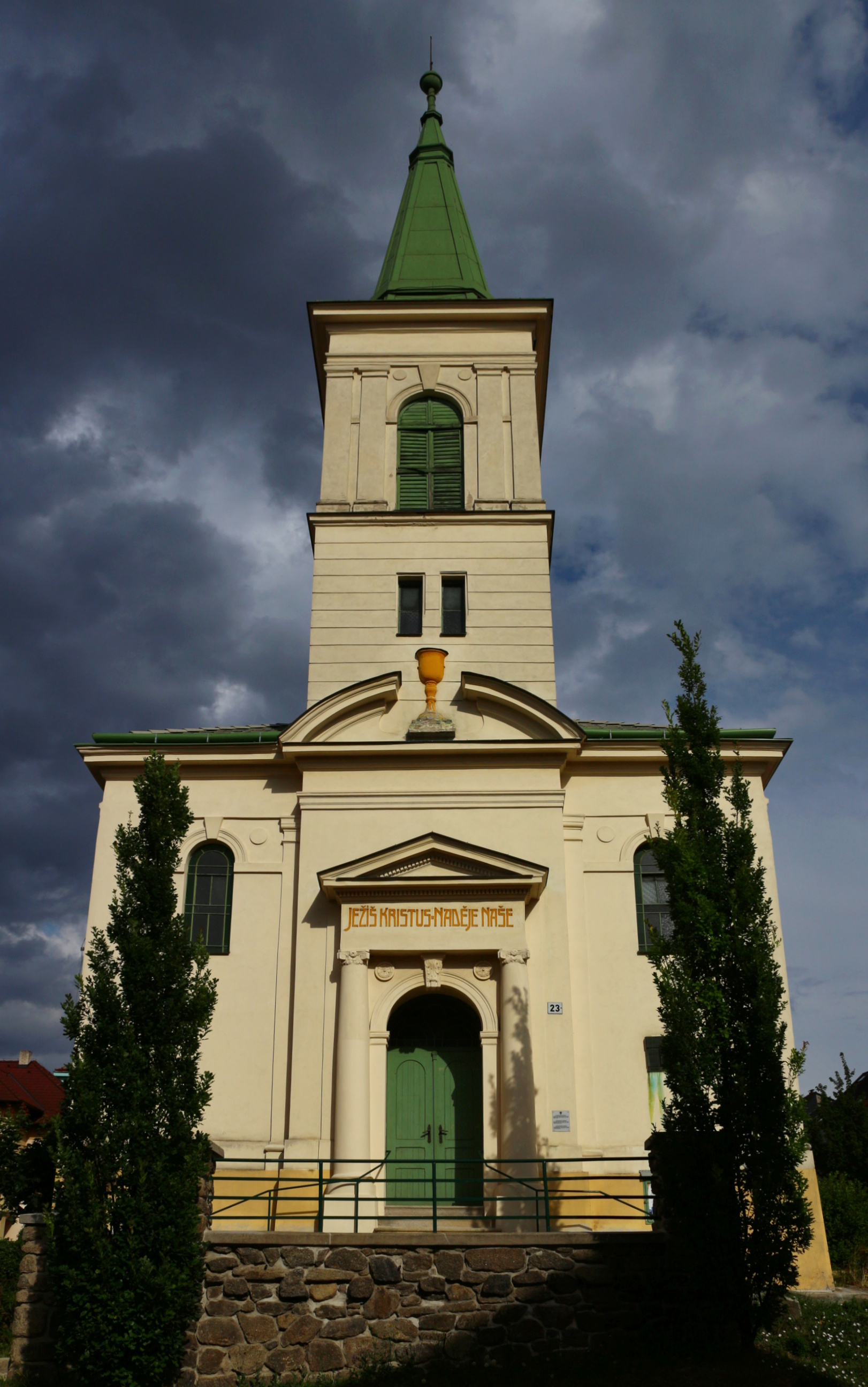
Věž na západním průčelí třebíčského evangelického kostela
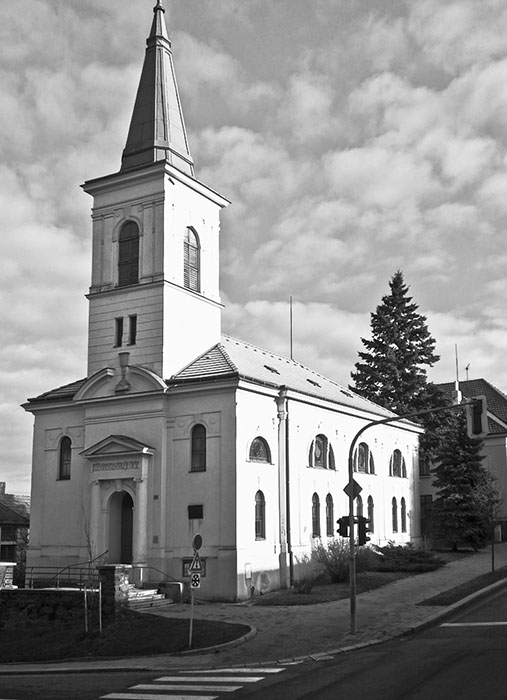
Pohled na kostel od Bráfovy třídy
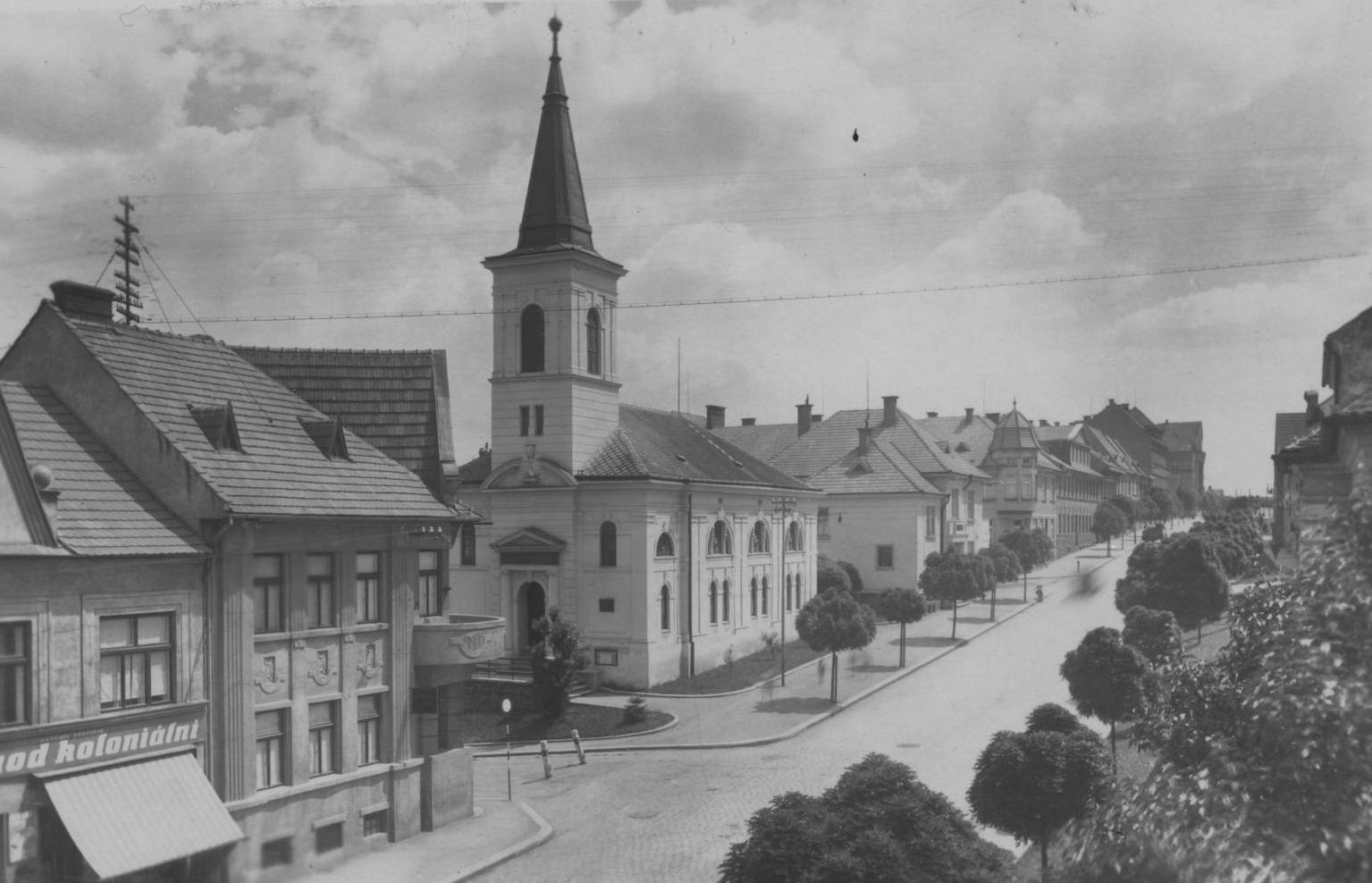
Historická fotografie kostela
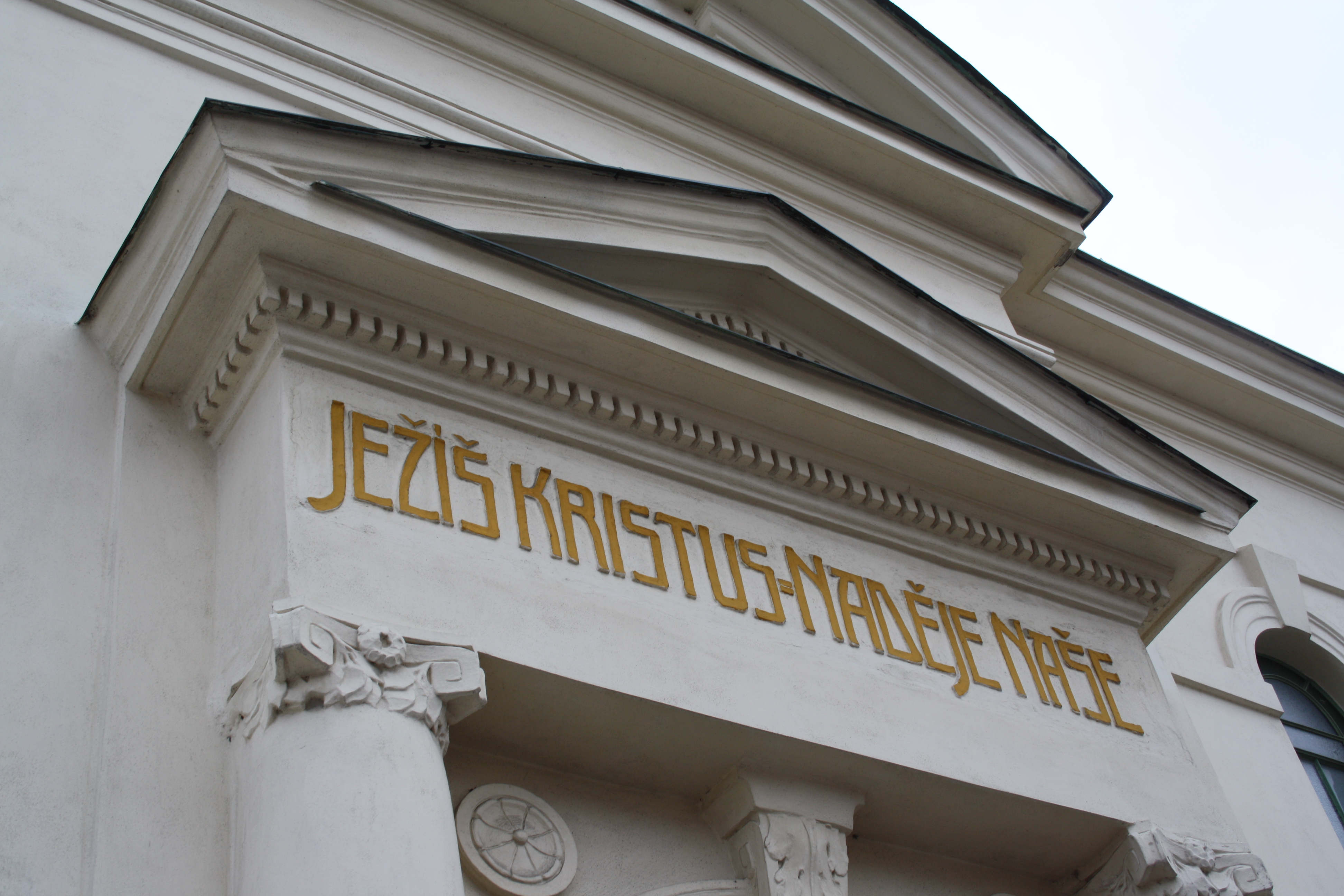
Nápis nad vchodem
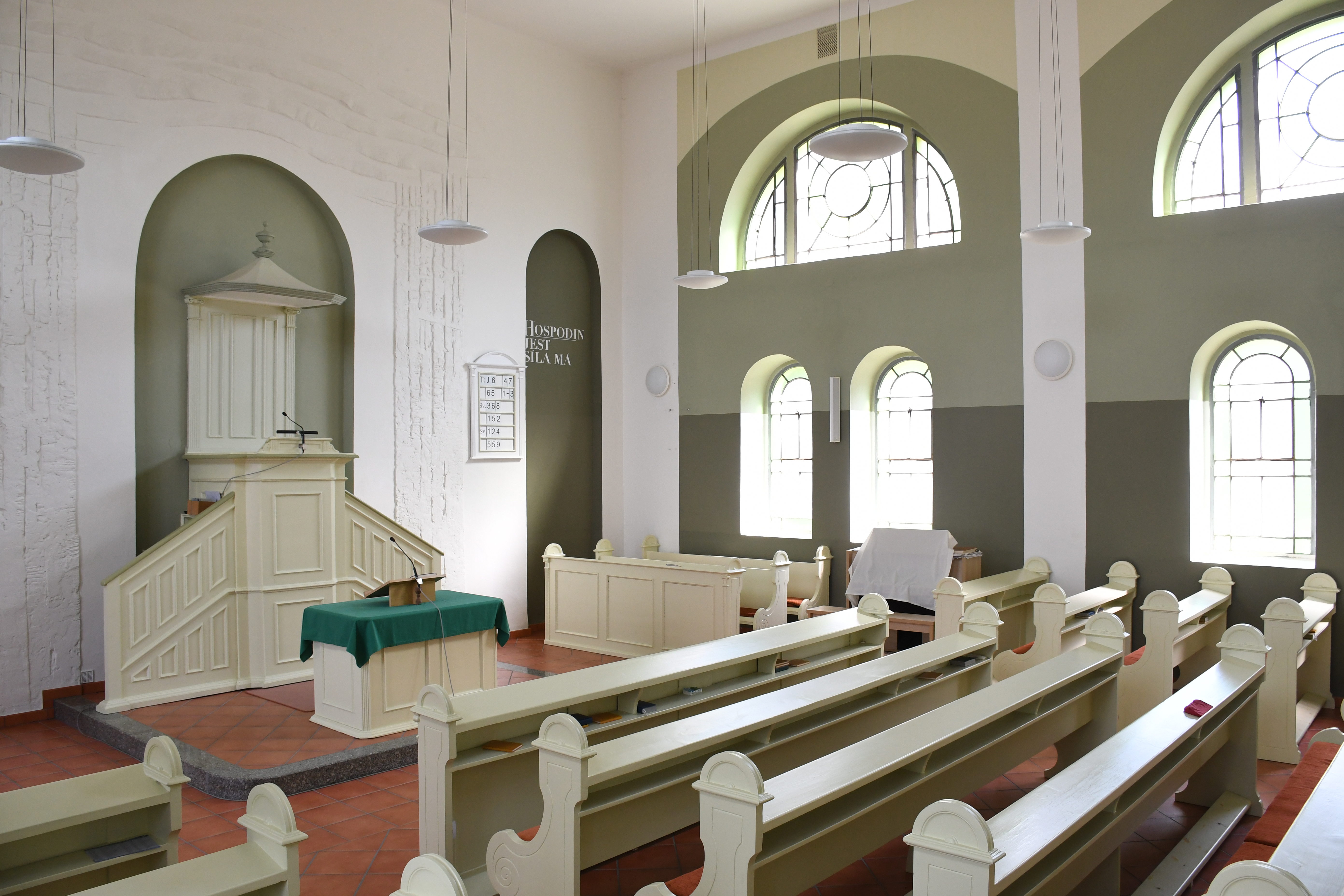
Interiér
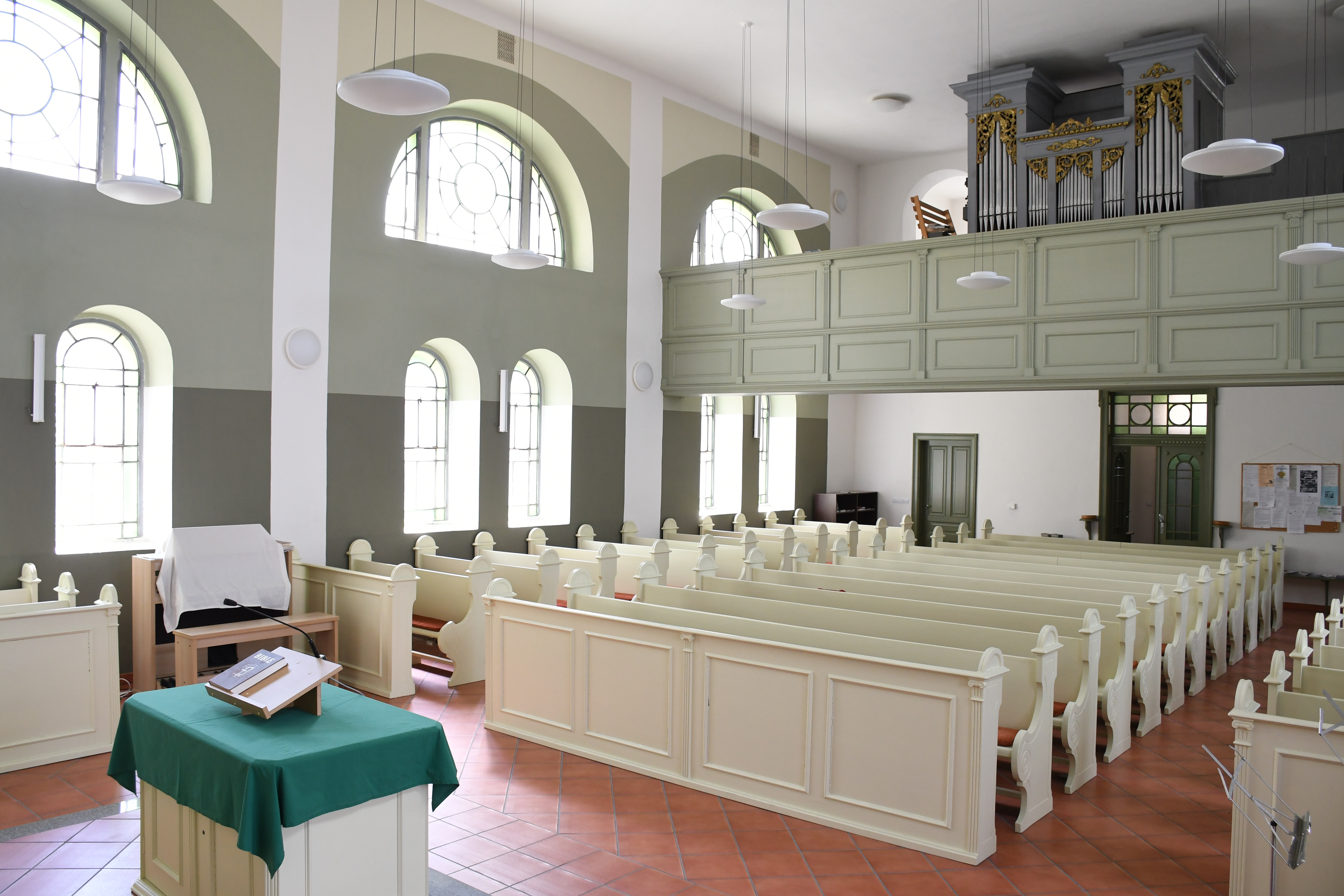
Interiér
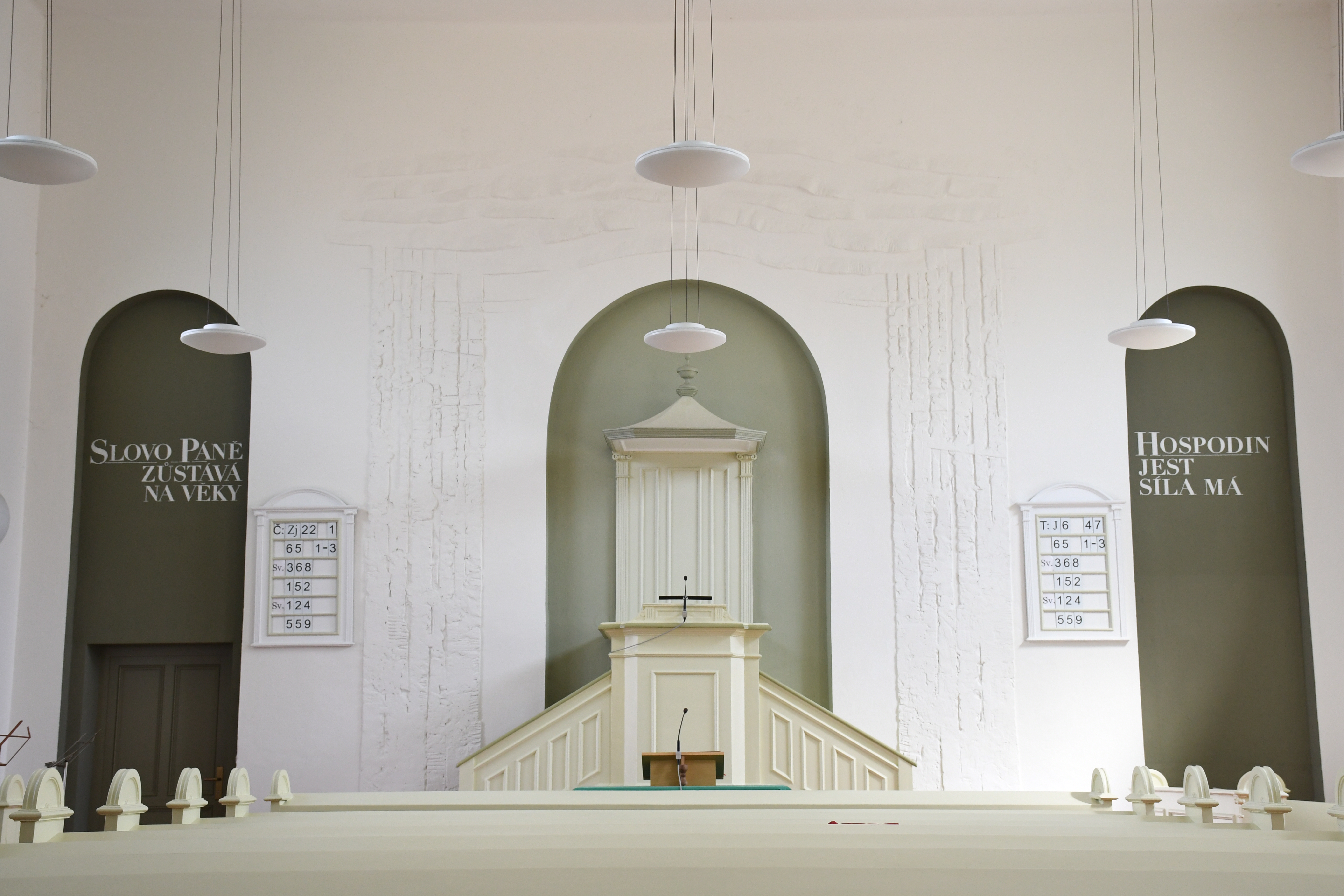
Oltář
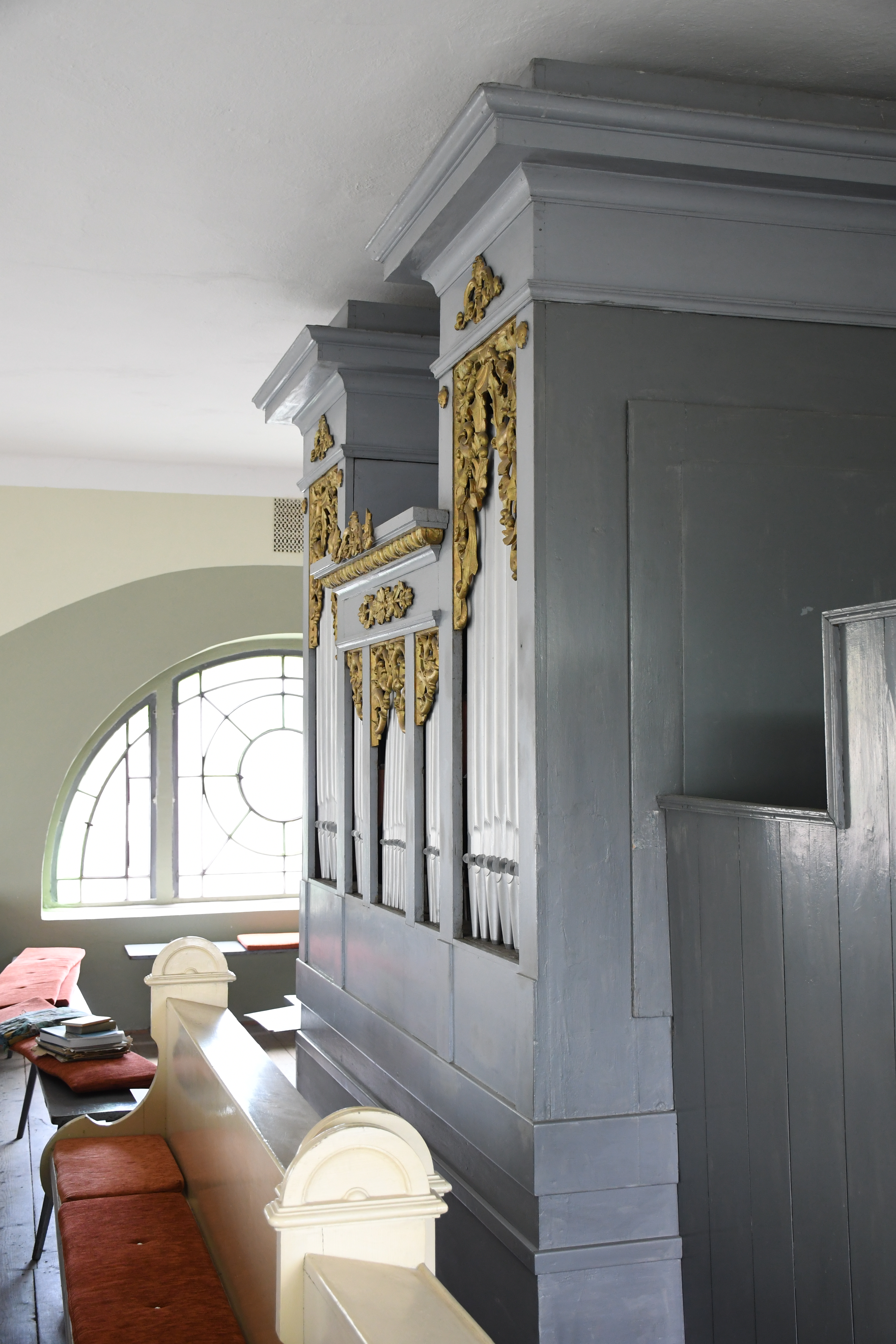
Varhany
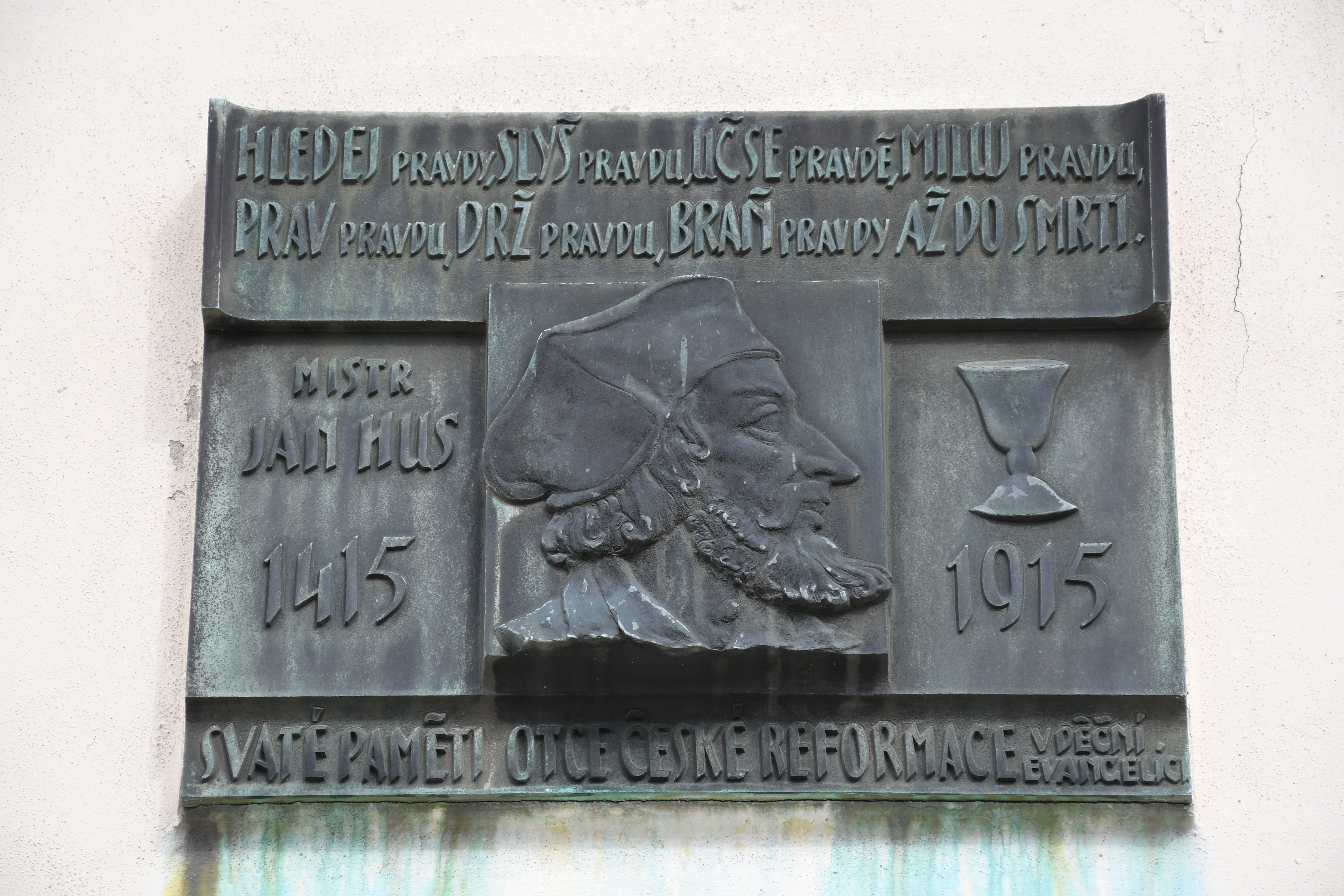
Pamětní deska mistra Jana Husa u vchodu do kostela
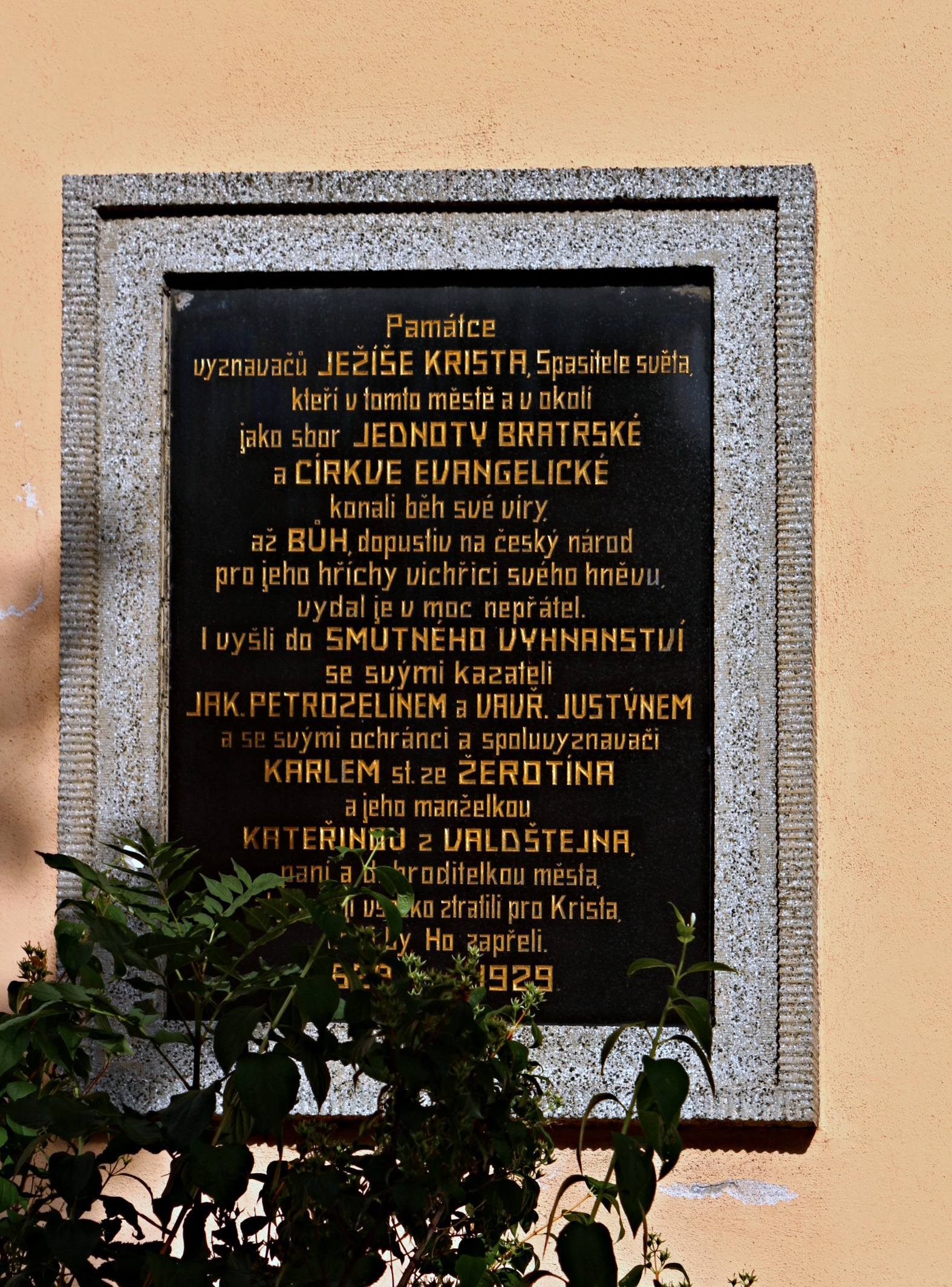
Pamětní deska připomínající Karla ze Žerotína a jeho manželku Kateřinu z Valdštejna
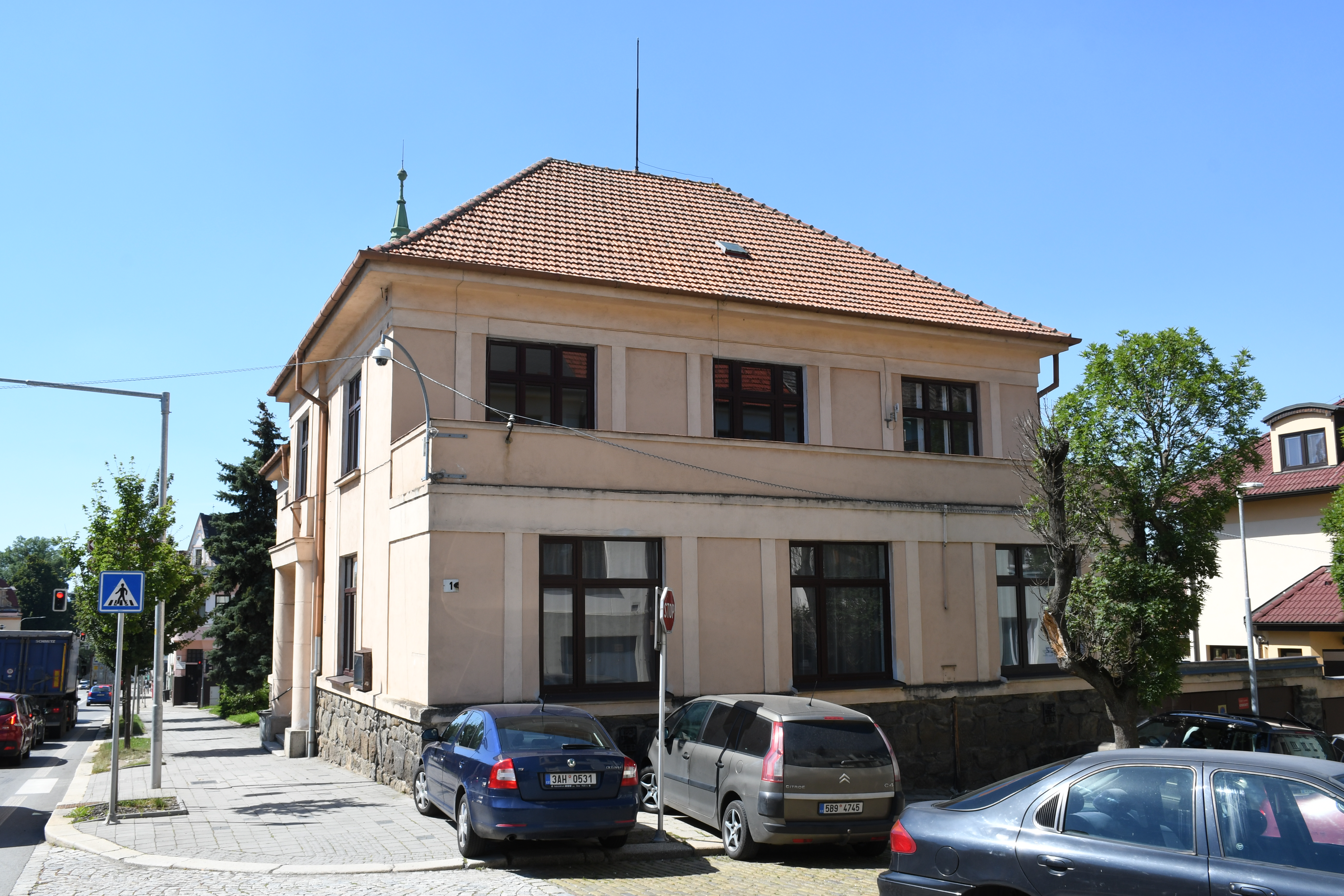
Fara